# Fleißenhammer
Fleißenhammer ist ein Gemeindeteil der Kreisstadt Wunsiedel im Landkreis Wunsiedel im Fichtelgebirge (Oberfranken,  Bayern).
Im Jahr 2000 lebten in Fleißenhammer neun Personen, 2010 nur noch sechs.

## Geografie
Der Weiler Fleißenhammer liegt im Tal der Röslau, am Fuß des Katharinenbergs unmittelbar östlich der Kernstadt.